# شاخص نرمال‌شده تفاوت پوشش گیاهی

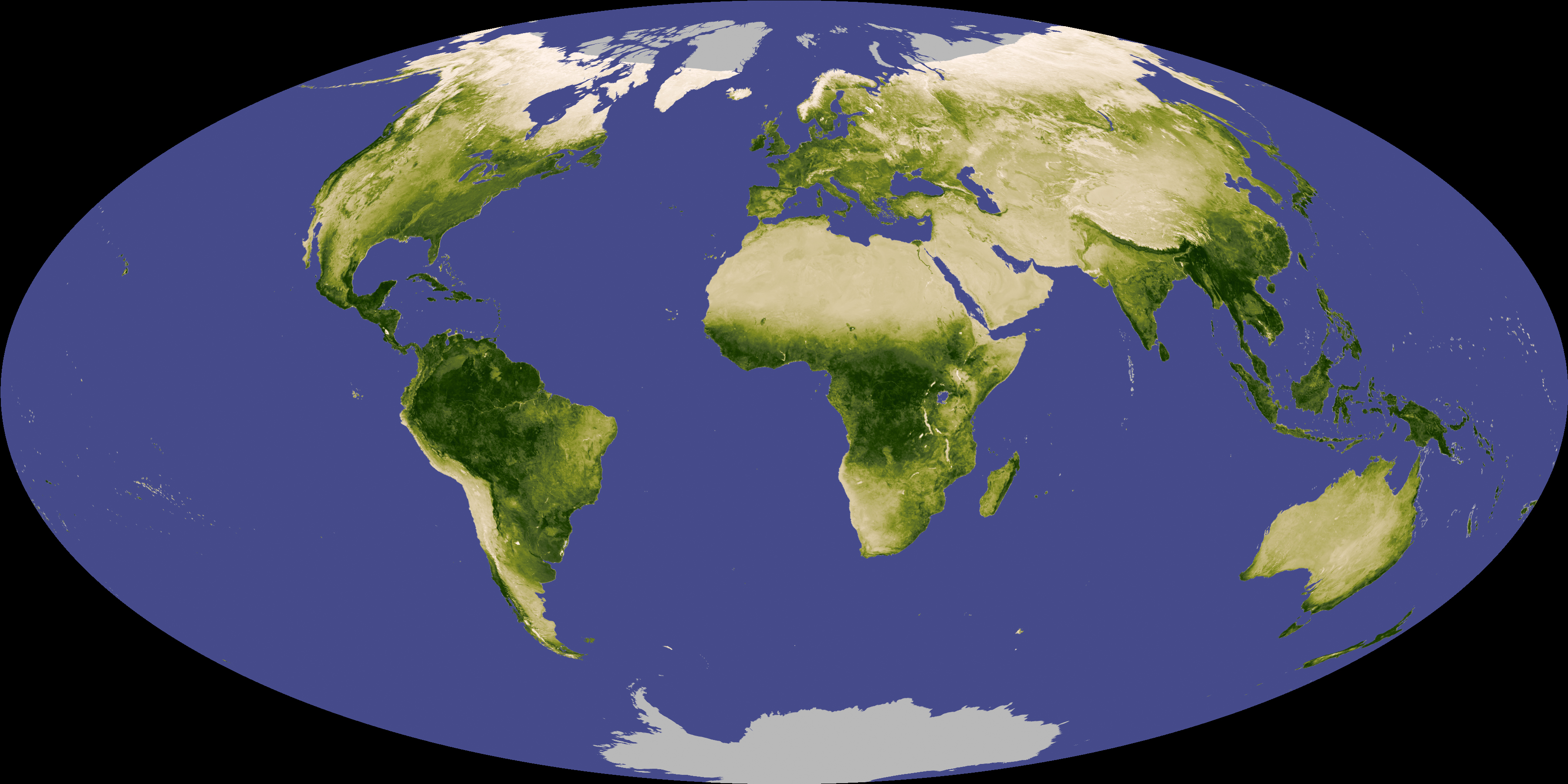
مقادیر منفی شاخص NDVI (اعداد نزدیک به ۱- نشان‌دهنده) نشان‌دهنده پهنه‌های آبی است. مقادیر نزدیک به صفر (بین ۰,۱- تا ۰,۱+) معمولاً نشان‌دهنده سطوح برهنه سنگی، ماسه‌ای یا برفی است. مقادیر پایین و مثبت شاخص (حدود ۰٬۲+ تا ۰٬۴+) نشان‌دهنده پوشش درختچه‌ای و علف‌زار و مقادیر بالای شاخص NDVI (اعداد نزدیک به ۱+) نشان‌دهنده جنگل‌های بارانی مناطق گرم و استوایی است.

شاخص نرمال‌شده تفاوت پوشش گیاهی (انگلیسی: Normalized Difference Vegetation Index) که به اختصار ان‌دی‌وی‌آی (NDVI) نامیده می‌شود، شاخص گرافیکی ساده‌ای است که در تحلیل‌ها و اندازه‌گیری‌های سنجش از دور و ارزیابی وجود یا عدم وجود پوشش گیاهی یک منطقه کاربرد دارد.

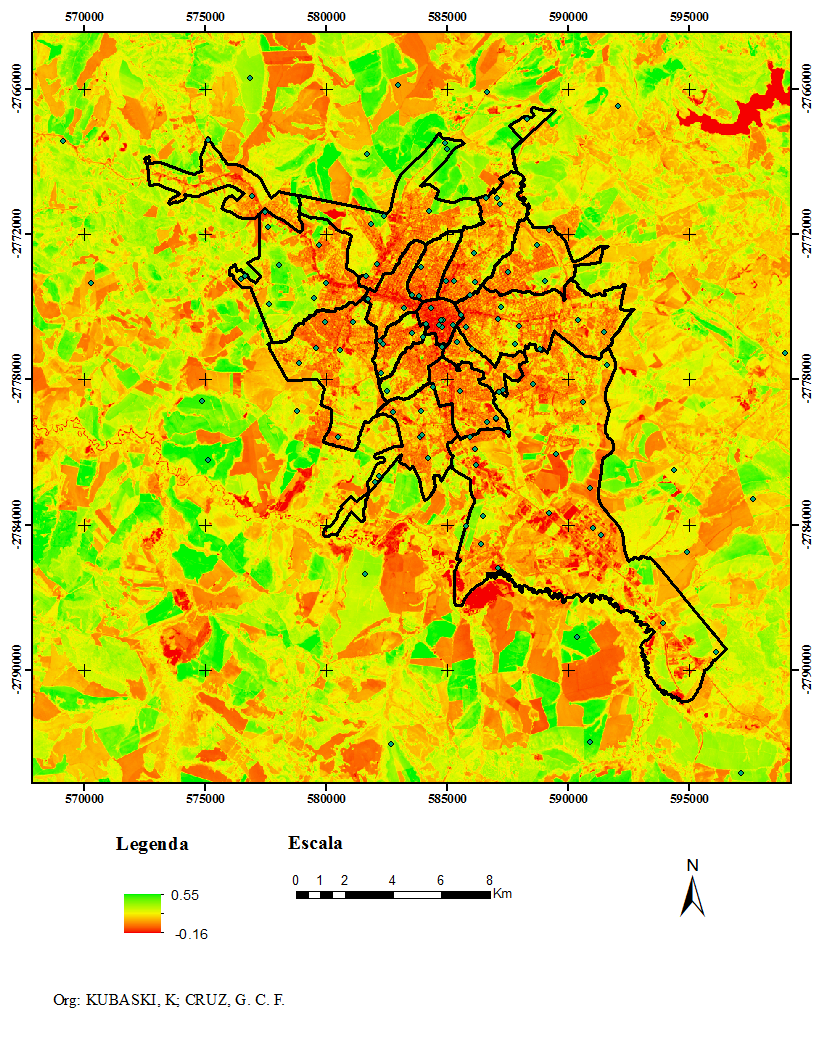
NDVI از طریق لندست 8 به منطقه شهری پونتا گروسا
، جنوب برزیل

مطالعه رفتار زمانی پوشش گیاهی، مدل‌سازی آب و هوایی، طبقه‌بندی پوشش گیاهی در سطح جهانی، پایش محصولات کشاورزی، مطالعات بیابان‌زدایی و خشک‌سالی، حفاظت محیط زیست، بررسی تعادل میزان انرژی و آب در سطح جهانی از جمله کاربردهای شاخص NDVI به‌شمار می‌رود. دامنه تغییرات این شاخص بین ۱+ و ۱- است.
تهیه اطلاعات مربوط به شاخص‌های پوشش گیاهی در مقیاس جهانی از سال ۱۹۸۱ و به کمک داده‌های رادیومتر پیشرفته با وضوح بسیار بالا (AVHRR) ماهواره اداره ملی اقیانوسی و جوی NOAA امکان پذیر گردید. بعدها به کمک ماهواره‌هایی با قدرت تفکیک پایین‌تر و سنجنده‌های توسعه‌یافته‌تری مانند VEGETATION ماهواره اسپات و سنجنده تابش‌سنج طیفی تصویربرداری با وضوح متوسط ماهواره ترا (MODIS) تهیه اطلاعات مربوط به شاخص‌های پوشش گیاهی برای سطوح جهانی و ملی توسعه بیشتری یافت.